# Un film fatto per Bene
Un film fatto per Bene (dt.: „Ein Film gemacht für Bene“ bzw. „Ein gutgemachter Film“, internationaler Titel: Bravo Bene!) ist ein italienischer Langfilm von Franco Maresco aus dem Jahr 2025. Das Werk thematisiert die Nachforschungen zu einem gescheiterten Filmprojekt des Regisseurs über Carmelo Bene (1937–2002). Die Uraufführung findet Anfang September 2025 bei den Internationalen Filmfestspielen von Venedig statt.

## Inhalt
Der Regisseur Franco Maresco befindet sich inmitten der Dreharbeiten zu einem Film über den im Jahr 2002 verstorbenen Carmelo Bene, einen der führenden Köpfe des neo-avantgardistischen italienischen Theaters. Aufgrund von diversen Vorfällen kommt es am Set wiederholt zu Verzögerungen. Entnervt beschließt Produzent Andrea Occhipinti eines Tages, das Filmprojekt abzubrechen. Der verärgerte Maresco beschuldigt daraufhin das Produktionsteam des „Filmmords“ („filmicidio“) und macht sich aus dem Staub. Daraufhin versucht der mit dem Regisseur befreundete Drehbuchautor Umberto Cantone, die Wogen zu glätten. Cantone begibt sich auf Spurensuche und kommt mit den beteiligten Produzenten zusammen, was einen neuen Blick auf die Persönlichkeit und Ideen von Franco Maresco wirft. Es wird darüber spekuliert, ob der gekränkte Maresco in der Zwischenzeit den begonnenen Film allein fertigstellt. Dies sei „der einzige Weg“, seiner Wut und seinem Entsetzen über das gescheiterte Projekt Ausdruck zu verleihen.

## Hintergrund
Un film fatto per Bene ist die 48. Regiearbeit von Franco Maresco. Das Drehbuch zum Film schrieb er gemeinsam mit Umberto Cantone, Claudia Uzzo und Francesco Guttuso. Neben Maresco und Cantone sind im Film unter anderem auch Produzent Marco Alessi und die Schauspieler Giuseppe Lo Piccolo, Gino Carista, Melino Imparato und Antonio Rezza zu sehen. Als Kameramann fungierte Alessandro Abate, während Paolo Freddi und Francesco Guttoso für den Schnitt verantwortlich zeichneten. Guttoso hatte an Marescos vorangegangenem Film Die Mafia ist auch nicht mehr das, was sie mal war (2019) mitgearbeitet. Die Filmmusik komponierte der Jazzpianist Salvatore Bonafede.
Der Film wurde von Andrea Occhipinti für das Unternehmen Lucky Red gemeinsam mit Marco Alessi (Dugong Films) und Daniele Occhipinti (Eolo) produziert. Unterstützt wurde das Filmprojekt unter anderem vom italienischen Ministerium für Volkskultur.

## Veröffentlichung
Die Weltpremiere von Un film fatto per Bene erfolgt am 5. September 2025 im Rahmen des 82. Internationalen Filmfestivals von Venedig. Der Beitrag wurde in den Hauptwettbewerb aufgenommen.
Ein Trailer zum Film wurde Anfang im Juli 2025 veröffentlicht.
Der reguläre Kinostart in Italien ist ab 4. September 2025 im Verleih von Lucky Red vorgesehen.
Die internationalen Verwertungsrechte liegen beim Unternehmen True Colours.

## Auszeichnungen
Franco Maresco wurde mit Un film fatto per Bene nach 2019 zum zweiten Mal in den Wettbewerb um den Goldenen Löwen der Filmfestspiele von Venedig eingeladen.